# Hendrik Hondius
Henrik Hondius noto anche come Henrik Hondius I, Henrik Hondius il Vecchio o Henricus Hondius I (Duffel, 9 giugno 1573 – L'Aia, 29 ottobre 1650 (o nel 1649)) è stato un incisore e editore olandese del secolo d'oro.

## Biografia
Nato a Duffel si stabilì a L'Aia nel 1597. Secondo il poeta Cornelis de Bie (1627-1715), autore di Het Gulden Cabinet vande Edel Vry Schilder-Const, suo padre era un letterato di nome Guillaume Hondius, che era emigrato a Malines quando suo figlio iniziava a scrivere. Hondius iniziò a frequentare il laboratorio di un orafo a Bruxelles prima di prendere lezioni di pittura e incisione da Johannes Wierix. Nel 1604, si spostò a Leida, dove apprese matematica e architettura studiando con Hans Vredeman de Vries.
Ebbe un figlio, anch'esso incisore, Willem Hondius.
Il cartografo Jodocus Hondt, che lavorava a quell'epoca ad Amsterdam, e suo figlio, Henricus Hondius appartenevano a due distinte famiglie.

## Opere
Nel 1610, Hondius pubblicò Pictorum aliquot celebrium praecipue Germaniae inferioris Effigies, con 69 ritratti di artisti, con una incisione di Hans Holbein.